# Olympische Sommerspiele 1972/Ringen – Freistil Halbschwergewicht (Männer)
Das Freistilringen der Männer in der Klasse bis 90 kg bei den Olympischen Sommerspielen 1972 wurde vom 27. bis 31. August in der Ringer-Judo-Halle auf dem Messegelände Theresienhöhe ausgetragen.

## Wettkampfformat
Die Kampfzeit war auf drei Mal drei Minuten beschränkt. Ein Ringer blieb solange im Turnier, bis er mit sechs Minuspunkten belastet war. Sobald nur noch zwei oder drei Athleten übrig waren, wurde eine Finalrunde um die Medaillen ausgetragen.
Minuspunkte wurden wie folgt verteilt:
- 0,5: Sieg durch technische Überlegenheit
- 1: Sieg nach Punkten
- 2: Unentschieden
- 2,5: Unentschieden, Passivität
- 3: Niederlage nach Punkten
- 3,5: Niederlage durch technische Überlegenheit des Gegners
- 4:  Niederlage durch Schultersieg des Gegners, Passivität, Verletzung

## Ergebnisse
Legende
- MPG – Minuspunkte Gesamt
- MPK – Minuspunkte in diesem Kampf

### Runde 1
| MPG | MPK |                   | Zeit |                          | MPK | MPG |
| --- | --- | ----------------- | ---- | ------------------------ | --- | --- |
| 0   | 0   | Károly Bajkó      | 5:50 | Makoto Kamada            | 4   | 4   |
| 0   | 0   | Reza Khorrami     | 0:53 | Étienne Martinetti       | 4   | 4   |
| 4   | 4   | Alioune Camara    | 2:11 | Raúl García              | 0   | 0   |
| 1   | 1   | Benjamin Peterson |      | Paweł Kurczewski         | 3   | 3   |
| 0   | 0   | George Saunders   | 1:59 | Chandgi Ram              | 4   | 4   |
| 0,5 | 0,5 | Gennadi Strachow  |      | Roland Andersson         | 3,5 | 3,5 |
| 1   | 1   | Bárbaro Morgan    |      | Ion Marton               | 3   | 3   |
| 4   | 4   | Kwak Kwang-woong  | 1:42 | Günter Spindler          | 0   | 0   |
| 1   | 1   | Michel Grangier   |      | Umberto Marcheggiani     | 3   | 3   |
| 4   | 4   | Ronald Grinstead  | 3:41 | Rusi Petrow              | 0   | 0   |
| 1   | 1   | Mehmet Güçlü      |      | Dschigdschidiin Mönchbat | 3   | 3   |
| 0   |     | Ernst Knoll       |      | Freilos                  |     |     |

### Runde 2
| MPG | MPK |                          | Zeit |                   | MPK | MPG |
| --- | --- | ------------------------ | ---- | ----------------- | --- | --- |
| 3   | 3   | Ernst Knoll              |      | Károly Bajkó      | 1   | 1   |
| 7   | 3   | Makoto Kamada            |      | Reza Khorrami     | 1   | 1   |
| 4   | 0   | Étienne Martinetti       | 1:38 | Alioune Camara    | 4   | 8   |
| 4   | 4   | Raúl García              | 8:09 | Benjamin Peterson | 0   | 1   |
| 4   | 1   | Paweł Kurczewski         |      | George Saunders   | 3   | 3   |
| 8   | 4   | Chandgi Ram              | 2:45 | Gennadi Strachow  | 0   | 0,5 |
| 6,5 | 3   | Roland Andersson         |      | Bárbaro Morgan    | 1   | 2   |
| 6   | 3   | Ion Marton               |      | Kwak Kwang-woong  | 1   | 5   |
| 3   | 3   | Günter Spindler          |      | Michel Grangier   | 1   | 2   |
| 5   | 2   | Umberto Marcheggiani     |      | Ronald Grinstead  | 2   | 6   |
| 1   | 1   | Rusi Petrow              |      | Mehmet Güçlü      | 3   | 4   |
| 3   |     | Dschigdschidiin Mönchbat |      | Freilos           |     |     |

### Runde 3
| MPG | MPK |                          | Zeit |                      | MPK | MPG |
| --- | --- | ------------------------ | ---- | -------------------- | --- | --- |
| 6   | 3   | Ernst Knoll              |      | Reza Khorrami        | 1   | 2   |
| 1,5 | 0,5 | Károly Bajkó             |      | Étienne Martinetti   | 3,5 | 7,5 |
| 7,5 | 3,5 | Raúl García              |      | Paweł Kurczewski     | 0,5 | 4,5 |
| 3   | 2   | Benjamin Peterson        |      | Gennadi Strachow     | 2   | 2,5 |
| 2   | 0   | Bárbaro Morgan           | 1:00 | Kwak Kwang-woong     | 4   | 9   |
| 3,5 | 0,5 | Günter Spindler          |      | Umberto Marcheggiani | 3,5 | 8,5 |
| 5,5 | 3,5 | Michel Grangier          |      | Rusi Petrow          | 0,5 | 1,5 |
| 4   |     | Mehmet Güçlü             |      | Freilos              |     |     |
| 3   |     | Dschigdschidiin Mönchbat |      | DNS                  |     |     |
| 3   |     | George Saunders          |      | DNS                  |     |     |

### Runde 4
| MPG | MPK |                  | Zeit |                   | MPK | MPG |
| --- | --- | ---------------- | ---- | ----------------- | --- | --- |
| 8   | 4   | Mehmet Güçlü     | 8:25 | Károly Bajkó      | 0   | 3   |
| 5   | 3   | Reza Khorrami    |      | Benjamin Peterson | 1   | 4   |
| 8,5 | 4   | Paweł Kurczewski | 1:52 | Gennadi Strachow  | 0   | 2,5 |
| 3   | 1   | Bárbaro Morgan   |      | Michel Grangier   | 3   | 8,5 |
| 4,5 | 1   | Günter Spindler  |      | Rusi Petrow       | 3   | 4,5 |

### Runde 5
| MPG | MPK |                   | Zeit |                 | MPK | MPG |
| --- | --- | ----------------- | ---- | --------------- | --- | --- |
| 5   | 2   | Károly Bajkó      |      | Reza Khorrami   | 2   | 7   |
| 4   | 0   | Benjamin Peterson | 5:24 | Bárbaro Morgan  | 4   | 7   |
| 3   | 0,5 | Gennadi Strachow  |      | Günter Spindler | 3,5 | 8   |
| 4,5 |     | Rusi Petrow       |      | Freilos         |     |     |

### Runde 6
| MPG | MPK |              | Zeit |                   | MPK | MPG |
| --- | --- | ------------ | ---- | ----------------- | --- | --- |
| 8,5 | 4   | Rusi Petrow  | 2:41 | Benjamin Peterson | 0   | 4   |
| 8   | 3   | Károly Bajkó |      | Gennadi Strachow  | 1   | 4   |

### Finalrunde
Der Kampf aus der dritten Runde wurde in der Finalrunde gewertet. Da dieser Unentschieden endete, wurde die Anzahl der Schultersiege beider Athleten verglichen hier siegte Peterson mit 3:2 und wurde dadurch Olympiasieger.
| MPG | MPK |                   | Zeit |                  | MPK | MPG |
| --- | --- | ----------------- | ---- | ---------------- | --- | --- |
| 2   | 2   | Benjamin Peterson |      | Gennadi Strachow | 2   | 2   |